# Понд, Питер
Питер Понд (англ. Peter Pond; 18 июня 1739 или 1840, Милфорд, Коннектикут, Британская Америка — 1807, Милфорд, Коннектикут, США) — американский предприниматель-мехоторговец. Деятель Северо-Западной компании, автор карт североамериканских регионов. Признан в Канаде лицом национального исторического значения.

## Биография
Родился в Милфорде (Коннектикут) в семье Питера Милфорд и Мэри Хаббард, старший сын в семье. В 1756 году, несмотря на возражения родителей, записался рядовым в 1-й Коннектикутский полк, готовившийся к участию в военных действиях против французов. Этим планам, однако, помешала зима, полк был распущен, и юный Понд вернулся домой. В 1758 году в составе армии генерала Аберкромби участвовал в боях у форта Карильон. В 1759 году уже сержантом записался в полк округа Саффолк в составе армии Джона Придо, служил дежурным сержантом сначала при штабе Придо, а затем при сменившем погибшего командующего Уильяме Джонсоне и участвовал во взятии форта Ниагара. В 1760 году получил офицерский чин и в составе армии генерала Амхерста присутствовал при капитуляции Монреаля.
В 1761 году попытался начать карьеру моряка, участвовал в плавании в Вест-Индию, но после смерти матери взял на себя роль главы семьи в отсутствие отца, отбывшего по торговым делам в Детройт. По-видимому, в 1762 году женился на Сюзанне Ньюэлл; в этом браке родились как минимум два ребёнка. Провёл три года в Милфорде, после чего, по-видимому, в 1765 году, занялся мехоторговлей. Во время пребывания в Детройте убил на дуэли другого торговца, но избежал судебного преследования. В первой половине 1770-х годов чередовал занятия мехоторговлей в районе Великих озёр с продолжением морских вояжей в Вест-Индию. В 1774—1775 годах по поручению командующего британскими силами в фортах Детройт и Мишилимакино провёл успешные переговоры с сиу и оджибве, которые завершились установлением десятилетнего мира между этими народами.
В 1775 году оставил верховья Миссисипи и перенёс деловую деятельность дальше на северо-запад. Торговая экспедиция Понда прошла маршрутом через Гран-Портаж (Миннесота), реки Виннипег и Саскачеван, озеро Литл-Виннипег (Виннипегосис и реку Мосси до озера Дофин. Его торговые посты — вначале Гран-Портаж, а затем Форт-Уильям — сменили форт Мишилимакино в качестве самых западных точек, через которые велась торговля пушниной. Весной 1778 года руководил экспедицией с товарами четырёх предпринимателей, с которой достиг реки Атабаски и на следующий год вернулся с большим грузом высококачественного меха. Канадский историк Гарольд Иннис называет это совместное предприятие прямым предшественником Северо-Западной компании.
В начале 1780-х годов представлял на западе интересы крупнейших торговых домов Монреаля. Однако в марте 1782 года на озере Ла-Ронж был застрелен конкурировавший с Пондом мехоторговец Жан-Этьен Уодденс. Вдова Уодденса обратилась в суд. Согласно одному из современников, Александра Маккензи, Понд был оправдан, однако не сохранилось документов, указывающих на то, что процесс вообще состоялся, и возможно, что квебекский суд даже не рассматривал дело, поскольку убийство произошло вне пределов его юрисдикции.
В 1783—1784 годах была создана Северо-Западная компания. Понд в это время зимовал на Атабаске, и в его отсутствие ему, как одному из пайщиков совместного предприятия 1779 года, была выделена одна доля в акциях новой компании. Он оставался акционером Северо-Западной компании до 1790 года, когда продал свою долю Уильяму Макгилливрею. В феврале 1785 года стал членом монреальского Бивер-клуба, в котором состояли наиболее влиятельные и известные мехоторговцы. В это же время, основываясь на информации, полученной от коренных жителей западных регионов, Понд составил карту рек и озёр Северной Америки на территории между Великими озёрами и Гудзоновым заливом на востоке и Скалистыми горами на западе. Карта, среди прочего, изображала большую реку, текущую на север, которую ещё не посещали европейцы. Зная о безуспешных поисках Северо-Западного прохода, Понд представил копии карты американскому Континентальному конгрессу и лейтенант-губернатору Квебека в расчёте получить финансирование на экспедицию по поиску этого морского пути, но не сумел заинтересовать власти ни Великобритании, ни Соединённых Штатов.
Зимой 1786—1787 года на реке Пис в стычке с людьми Понда был убит ещё один его конкурент Джон Росс. После этого двое членов команды Понда были арестованы и предстали перед судом, но были оправданы. По слухам, виновником смерти Росса был ещё один человек Понда, некий Пеш, получивший на убийство разрешение от своего начальника. Самому Понду, однако, в 1788 году пришлось отказаться от продолжения торговли в северо-западных регионах и вернуться на восток страны. В это время он создал новые версии своей карты, связывавшие большую неисследованную реку с открытым ранее Джеймсом Куком заливом на южном побережье Аляски. Таким образом, Понд представлял эту реку как кратчайший водный путь в Тихий океан. Копии новой карты были отправлены в Квебек и Лондон, ещё одна предназначалась российской императрице, однако уже в 1789 году Александр Маккензи, пройдя по новой реке до её устья, доказал, что она впадает в Северный Ледовитый океан.
В 1790 году Понд покинул Квебек (согласно Гаю Карлтону, намереваясь поступить на службу США). В начале 1792 года военный министр США направил его и Уильяма Стидмана на Ниагару и в Детройт с заданием добиться мира между воюющими индейскими племенами, но о результатах этой миссии ничего не известно. Последние годы жизни Понд провёл в США, вероятнее всего, в родном Милфорде, где скончался в бедности в 1807 году.
В честь Питера Понда названо озеро Питер-Понд в Саскачеване. В 1951 году он признан в Канаде лицом национального исторического значения.